# Ribes integrifolium
Ribes integrifolium, conocida el nombre común de parrilla falsa,  es una especie de arbusto perteneciente a la familia Grossulariaceae.

## Descripción
Es un arbusto perennifolio que alcanza un tamaño de 0,5-1 m de altura. Las hojas miden hasta 4 x 1,5 cm, coriáceas, lanceoladas u oblongo-lineares, con márgenes dentados en los dos primeros tercios. Las inflorescencias en racimos colgantes, más cortos que el largo de las hojas; la corola tubular cilíndrica, con dientes rectos, cortos; color amarillo-limón; la floración se produce entre septiembre y octubre. El fruto de color púrpura-negro, redondeado.

## Distribución y hábitat
Es un endemismo de Chile, muy poco conocido con una distribución localizada en la VIII Región (provincia de Concepción) hasta la IX Región (provincia de Malleco), a una altitud de entre los 600 y 1.400 metros. Existe un registro histórico en la provincia de Arauco. La localidad más importante se encuentra en el parque nacional Nahuelbuta. Aquí, a su mayor nivel altitudinal, crece entre rocas dentro de bosques de Araucaria araucana, asociado con Nothofagus antarctica, Maytenus magellanica y la especie amenazada endémica Libertia tricocca. Amenos alturas crece asociado con Ribes magellanicum en bosques de Nothofagus obliqua y nuevamente creciendo sobre laderas rocosas expuestas bajo altas condiciones de precipitación, a menudo en forma de nieve. En su localidad a menor altitud y recientemente descubierta, en el sector de Maitenrehue a una altitud de 625 m, crece sobre laderas secas que bordean áreas con drenaje restringido asociado con Drimys winteri, Luma apiculata y Pitavia punctata. El dosel arbustivo incluye a Desfontainia spinosa y Escallonia virgata.

## Taxonomía
Ribes integrifolium fue descrita por Rodolfo Amando Philippi y publicado en Gartenflora (1881) 195.
Etimología
Ríbes: nombre genérico que según parece proce del árabe rabas; en persa rawas y rawash = nombre en oriente de un ruibarbo (Rheum ribes L., poligonáceas). Se afirma que ribes figura por primera vez en occidente en la traducción que Simón Januensis hizo, en la segunda mitad del siglo XIII, del libro de Ibn Sarab o Serapión –Liber Serapionis aggregatus in medicinis simplicibus...– y que este nombre fue adoptado por las oficinas de farmacia. En todo caso, se aplicó a plantas diferentes, cuales son los groselleros (Ribes sp. pl.), quizá por sus frutos ácidos y por sus propiedades medicinales semejantes.
integrifolium: epíteto latíno que significa "con las hojas enteras"